# Ángel Trujillo
Ángel Trujillo Canorea (Madrid, 8 settembre 1987) è un ex calciatore spagnolo, di ruolo difensore.

## Carriera
Nella stagione 2013-2014 ha esordito nella massima serie spagnola con l'Almería.